# Jogos gacha

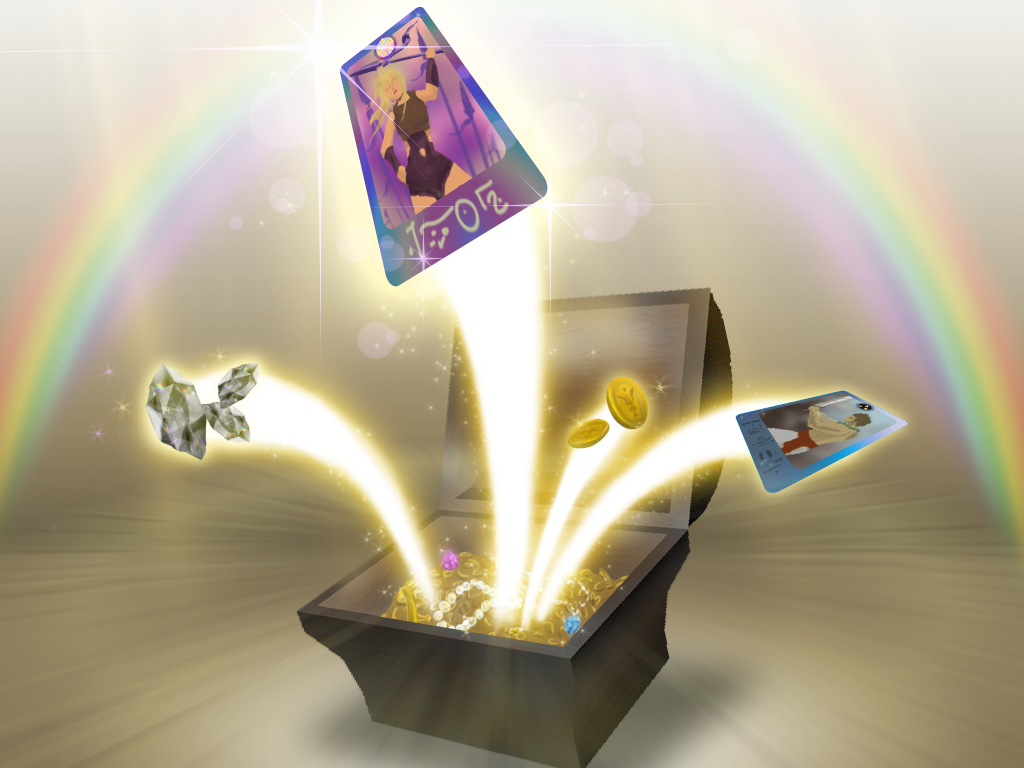
Representação de Loot-box, que é normalmente associada também a mecânica gacha

Jogos gacha são jogos eletrônicos que adaptam e virtualizam a mecânica gacha (máquina de venda de brinquedos em cápsulas). A monetização destes videogames é similar ao conceito de loot boxes, quando se trata de induzir os jogadores a gastarem dinheiro. A maioria destes jogos é composta de jogos para celular free-to-play. Em jogos gacha, jogadores gastam moedas virtuais, porém dinheiro real tende a ser utilizado para obter tanto esta moeda virtual quanto as oportunidades para usá-la.
O modelo de jogos gacha começou a ser amplamente utilizado no início dos ano 2010, saindo-se particularmente bem no Japão. Quase todos os mais lucrativos jogos para celular do Japão utilizam este modelo, e ele tornou-se uma parte integral da cultura de jogos para celular japonesa. Fora do Japão, este tipo de jogo também está se tornando popular. Exemplos de jogos gacha incluem Animal Crossing: Pocket Camp, Final Fantasy: Brave Exvius, Fire Emblem Heroes, Puzzle & Dragons, Dragon Collection, Granblue Fantasy, Girls' Frontline, Monster Strike, Fate/Grand Order, e Kingdom Hearts Union X. Este tipo de jogo também está sendo mais desenvolvido por empresas chinesas e coreanas; exemplos notáveis incluem Azur Lane (chinês), MonsterCry Eternal (coreano), Cookie Run (coreano), e League of Angels (chinês).

## Modelo
Nestes jogos é comum a existência de numerosos personagens, cartas, e outros items que os jogadores podem obter, sendo que a maioria deles pode apenas ser obtida utilizando um mecanismo "gacha". Esse mecanismo permitirá que os jogadores "puxem" ou "girem" a máquina gacha (similar ao uso de uma caça-níquel ou roleta), utilizando uma quantidade específica da moeda virtual do jogo, o que então dará ao jogador um personagem, carta, ou item aleatório. Às vezes, a utilização de um gacha é limitada, de modo que prêmios específicos só possam ser obtidos através de um evento com prazo específico. Já que algumas recompensas possuem menores chances de serem obtidas, normalmente os jogadores deverão girar a gacha muitas vezes antes de conseguirem o resultado desejado.
Em muitos jogos, a utilização de gachas é essencial para que os jogadores possam progredir no jogo. Os jogadores talvez recebam gachas grátis ou com desconto, mas tenham que pagar para conseguir mais. Estes jogos também podem utilizar diferentes camadas de jogadas gacha, que darão diferentes conjuntos de recompensas.
O modelo gacha já foi comparado ao de jogos de cartas colecionáveis e também ao de jogos de azar.

## Tipos

### Gachacompleto
"Gacha completo" (コンプリートガチャ), também abreviado "kompu gacha" ou "compu gacha" (コンプガチャ), foi um modelo de monetização popular em jogos para celular japoneses até 2012, quando foi considerado ilegal através de parecer jurídico. Sob as regras do gacha completo, os jogadores tentam "completar" um conjunto de itens comuns pertencentes à uma seleção específica de espólios para combiná-los em um item de maior raridade. Os primeiros itens podem ser obtidos rapidamente, porém, conforme o número de itens em falta diminui, a chance de que o conjunto complete-se após a abertura de uma loot box fica cada vez mais improvável. Isto se aplica particularmente para jogos com um alto número de itens comuns, já que eventualmente um único, específico item será necessário.

### Caixagacha
Uma caixa gacha é uma caixa virtual de itens definidos com probabilidades conhecidas. A popularidade deste tipo de gacha cresceu por volta do período quando a controvérsia do gacha completo estava sendo divulgada. O modelo de caixa gacha costuma ser considerado mais justo porque conforme itens são retirados da caixa, as chances de receber o item desejado aumentam, já que existem menos itens dentro dela. Também é possível obter todos os itens de uma caixa, contanto que o jogador esteja disposto a gastar o suficiente. Por esta razão, alguns jogadores calculam quanto dinheiro seria necessário para obter o item que desejam.

### Gacha sugoroku
Gacha sugoroku é similar a um jogo de tabuleiro. Os mecanismos gacha são utilizados para que o jogador possa progredir de maneira geral, com maiores progressos acarretando em melhores recompensas. Cada vez que o jogador roda a gacha, seu personagem jogará um dado ou rodará uma roleta para determinar a distância que percorrerá.

### Gacharedraw
O modelo de gacha redraw permite que o jogador rode a gacha novamente caso tenha recebido um resultado indesejável (o que também quer dizer rodar a gacha em uma conta nova repetidamente até que os resultados iniciais desejados para começar o jogo sejam obtidos). Alguns jogos oferecem esta função gratuitamente.

### Gachaconsecutivo
O gacha consecutivo aumenta as chances de que recompensas raras sejam recebidas quando um jogador gasta em lote. Ao contrário de gastar um determinado valor da moeda virtual em jogadas individuais, um jogador pode gastar uma maior quantidade para rodar diversas vezes consecutivas por um preço menor. No fim da jogada, o jogador recebe todos os itens de uma vez.

### Gachaincremental
Em uma gacha incremental, as chances de um jogador obter um item raro aumentam cada vez que é rodada. Este tipo de gacha é muito popular com jogadores que gastam altos valores, já que com cada rodada as apostas possuem melhores chances.

### Gachaaberto vs. fechado
Um gacha pode revelar (aberto) ou esconder (fechado) as chances exatas de que itens raros sejam obtidos.

### Gachacom desconto
Os gacha com desconto tendem a envolver campanhas especiais ou eventos da empresa do jogo que permitem que os usuários joguem por um preço menor.

## Apelo
Algumas desenvolvedoras de jogos já elogiaram o modelo gacha como sendo uma ótima estratégia de monetização free-to-play. A maioria das desenvolvedoras que trabalham principalmente com jogos free-to-play recomendam que o modelo seja incorporado ao jogo com base no conceito de potencial de monetização máxima.
Já foi discutida a razão para que jogos gacha sejam tão viciantes para tantos jogadores. Alguns acreditam que os gacha tirem proveito do instinto caçador-coletor inerente que as pessoas possuem de coletar itens, além do desejo de completar um conjunto. Outros acreditam que a simples replicação da emoção de jogos de aposta faz com que os jogadores voltem aos gacha.

## Crítica e controvérsia
Em maio de 2012, um artigo foi publicado em um jornal conservativo japonês, o Yomiuri Shimbun, que criticava jogos de redes sociais e especificamente gacha por explorarem a ingenuidade de crianças para lucrarem. A maior queixa do artigo foi que o modelo gacha relembrava demais os jogos de aposta. O artigo pedia por uma investigação pela Agência de Assuntos do Consumidor do Japão para prevenir o abuso deste sistema. Pouco depois, a investigação sugerida foi realizada e o modelo de gacha completo foi declarado ilegal pela Agência de Assuntos do Consumidor, mencionando a Lei de Prevenção de Extras Injustificáveis ou Benefícios Inesperados e Representações Enganosas (不当景品類及び不当表示防止法)." Isto não foi executado pela introdução de uma nova lei, mas pela emissão de um parecer jurídico de que itens virtuais poderiam ser considerados "prêmios" sob a legislação existente escrita em 1977 para prevenir a prática de gacha completo no contexto de figurinhas de beisebol. Um mês após a emissão do parecer, todas as principais publicadoras de jogos japonesas removeram as regras de gacha completo de seus jogos, apesar de muitos desenvolvedores terem encontrado maneiras de contornar estas regras. Desenvolvedoras de jogos para celular japoneses, incluindo a GREE e DeNA, trabalharam para estabelecer um grupo auto-regulável na indústria, a Associação de Jogos Sociais do Japão, que foi uma tentativa de reprimir desenvolvedoras que utilizassem estes modelos, mas isto não se mostrou bem sucedido, e a Associação foi dissolvida em 2015.
O mecanismo tem sido examinado devido a sua similaridade com jogos de aposta, e alguns países exigem que as taxas de obtenção de itens sejam publicadas, ou têm banido certas práticas (como o gacha completo). Muitos jogadores tendem a se arrepender de terem efetuado compras nestes jogos de acordo com uma pesquisa. Este tipo de jogo também já foi criticado por atrair o gasto de milhares de dólares de uma vez para que jogadores recebam o item desejado, e a maneira com que os resultados de um gacha são exibidos dentro do jogo também já foi criticada.